# 油屋町 (名古屋市)
油屋町（あぶらやちょう）は、愛知県名古屋市港区の地名。現行行政地名は油屋町1丁目から油屋町4丁目。住居表示未実施地域。

## 地理
名古屋市港区中央部に位置する。東は善進町・善進本町、西は高木町、南は善進町、北は当知二丁目・入場二丁目に接する。

## 歴史

### 町名の由来
当地の地主が油屋を営んでいたことに由来するという。

### 沿革
- 1942年（昭和17年）10月10日 - 港区惟信町の一部により、同区油屋町として成立[1]。
- 1952年（昭和27年）1月1日 - 一部が善進町に編入される[9]。

## 世帯数と人口
2019年（平成31年）3月1日現在の世帯数と人口は以下の通りである。
| 町丁   | 世帯数  | 人口    |
| ------ | ------- | ------- |
| 油屋町 | 592世帯 | 1,249人 |

### 人口の変遷
国勢調査による人口の推移
| 1995年（平成7年）  | 790人   | [ 10 ] |  |
| 2000年（平成12年） | 811人   | [ 11 ] |  |
| 2005年（平成17年） | 1,000人 | [ 12 ] |  |
| 2010年（平成22年） | 1,016人 | [ 13 ] |  |
| 2015年（平成27年） | 1,262人 | [ 14 ] |  |

## 学区
市立小・中学校に通う場合、学校等は以下の通りとなる。また、公立高等学校に通う場合の学区は以下の通りとなる。
| 番・番地等 | 小学校               | 中学校               | 高等学校 |
| ---------- | -------------------- | -------------------- | -------- |
| 全域       | 名古屋市立高木小学校 | 名古屋市立宝神中学校 | 尾張学区 |

## 交通
- 愛知県道59号名古屋中環状線[8]
- 名古屋市道中郷十一屋線[7]

## その他

### 日本郵便
- 郵便番号 : 455-0815[4]（集配局：名古屋港郵便局[17]）。